# Othukkungal
Othukkungal es una ciudad censal situada en el distrito de Malappuram en el estado de Kerala (India). Su población es de 39139 habitantes (2011). Se encuentra a 7 km de Malappuram y a 40 km de Kozhikode.

## Demografía
Según el censo de 2011 la población de Othukkungal era de 39139 habitantes, de los cuales 18595 eran hombres y 20544 eran mujeres. Othukkungal tiene una tasa media de alfabetización del 94,74%, superior a la media estatal del 94%. la alfabetización masculina es del 96,51%, y la alfabetización femenina del 93,19%.